# Bretagne (Pyrénées-Atlantiques)
Pour les articles homonymes, voir Bretagne.
Bretagne est une ancienne commune française du département des Pyrénées-Atlantiques. En 1842, la commune fusionne avec Saint-Laurent pour former la nouvelle commune de Saint-Laurent-Bretagne.

## Géographie
Bretagne est situé à quinze kilomètres au nord-est de Pau.
Elle est longée à l’ouest par le Gabas et à l’est par son affluent l’arriou de Lheus ou Labésiau.
Elle est traversée au sud par la route départementale 943.

## Toponymie
Le toponyme Bretagne apparaît sous les formes 
Bretanhe (1385, censier de Béarn) et 
Bretaigne (1700, dénombrement de Bretagne). Elle est présente sur la carte de Cassini.
Son nom béarnais est Bretanha.

## Histoire
Paul Raymond note qu'en 1385, Bretagne comptait six feux. Saint-Laurent, Gabaston et Bretagne ne formaient alors qu'une seule paroisse, qui dépendait du bailliage de Pau. Il y avait une abbaye laïque à Bretagne, recensée en 1674.
La commune faisait partie de l'archidiaconé de Vic-Bilh, qui dépendait de l'évêché de Lescar et dont Lembeye était le chef-lieu.

## Démographie
| 1793 | 1800 | 1806 | 1821 | 1831 | 1836 |
| ---- | ---- | ---- | ---- | ---- | ---- |
| 157  | 123  | -    | 159  | 176  | 193  |

## Culture locale et patrimoine

### Patrimoine religieux
L'église Saint-Pierre date du XIXe siècle. Elle recèle du mobilier (XVIIe siècle), inscrit à l'Inventaire général du patrimoine culturel.

## Pour approfondir